# 현일중학교
현일중학교(現一中學校)는 대한민국 경상북도 구미시 고아읍 항곡리에 있는 사립 중학교이다.

## 학교 연혁
- 1953년 3월 1일 : 고아 고등 공민학교 인가
- 1953년 4월 6일 : 개교, 초대 장명상 교장 취임
- 1964년 10월 20일 : 학교 법인 고아 학원 설립 인가
- 1965년 3월 1일 : 고아중학교 개교
- 1965년 3월 1일 : 초대 장명상 교장 취임
- 1996년 3월 1일 : 학교명 변경, 현일(現一)중학교
- 2013년 8월 14일 : 선진형 교과교실제 자율학교 지정
- 2018년 2월 22일 : 경상북도 명품학교 3년 연속 선정
- 2018년 9월 1일 : 디지털교과서 선도학교 운영
- 2021년 3월 1일 : 제12대 김낙현 교장 취임
- 2024년 2월 8일 : 제69회 졸업(8학급 190명) 총 10,830명
- 2024년 3월 4일 : 제72회 입학(8학급 220명)

## 참고 자료
- 현일중학교 - 한국교육학술정보원 학교알리미